# Dimitrios Papadimoulis
Dimitrios Papadimoulis (Grieks: Δημήτρης Παπαδημούλης) (Athene, 21 maart 1955) is een Grieks politicus. Hij was tussen 2004 en 2009 lid van het Europees Parlement namens Synaspismos (GUE/NGL). Sinds 2014 is hij opnieuw lid van het parlement, ditmaal namens SYRIZA (eveneens GUE/NGL).
Papadimoulis behaalde zijn ingenieursdiploma aan de Nationale Technische Universiteit van Athene en was onder meer lid van het politiek bureau van Synaspismos, waar hij verantwoordelijk was voor economisch en sociaal beleid. In 2004 werd hij voor het eerst lid van het Europees Parlement, waar hij lid werd van de commissie milieubeheer, volksgezondheid en voedselveiligheid en de delegatie voor de betrekkingen met de Volksrepubliek China. Hij werd bij de verkiezingen van 2009 niet herkozen, maar wist in 2014 wel weer een zetel te behalen, ditmaal op de lijst van SYRIZA.
Na de parlementsverkiezingen van 2014 werd Papadimoulis op 1 juli 2014 verkozen tot een van de veertien vicevoorzitters van het parlement. In die hoedanigheid maakt hij sindsdien deel uit van het Bureau. Daarnaast is hij lid van de commissie economische en monetaire zaken en plaatsvervangend lid van de commissie regionale ontwikkeling.